# Ciudad de la Justicia de Madrid
La Ciudad de la Justicia de Madrid (CJM) (anteriormente denominado Campus de la Justicia de Madrid) es un proyecto urbanístico que pretende agrupar todos los órganos judiciales con sede en Madrid, excepto los de jurisdicción nacional (Supremo y Audiencia Nacional), en un mismo entorno.
La Ciudad de la Justicia de Madrid ha sido proyectado en la expansión de la capital hacia el noreste conocida como Valdebebas (barrio de Timón), junto al recinto ferial IFEMA, la Terminal 4 del Aeropuerto de Madrid-Barajas y el Hospital Isabel Zendal. El proyecto incluye un intercambiador de transportes en la parcela anexa, inaugurado en diciembre de 2024.

## Historia

### Antecedentes
El Gobierno de la Comunidad de Madrid elegido en 2003 presentó un Plan de Modernización de la Administración de Justicia de la Comunidad de Madrid que incluía diversas iniciativas, destacando especialmente la construcción de un Campus de la Justicia. El proyecto nació con el propósito de crear una sede judicial unificada de carácter definitivo, con suficiente amplitud y buenas comunicaciones.
El proyecto requería en primer lugar una localización adecuada, de fácil accesibilidad, gran extensión y una planificación de obras de infraestructura suficientemente avanzada, y tras estudiarse diversas localizaciones se acordó ubicarlo en el denominado Parque de Valdebebas (barrio de Timón), emplazamiento que contaría con 300 000 m² de edificabilidad sobre una superficie total de 202 369 m³, lindando al norte con el Encinar de los Reyes y la Moraleja; al sur con la Autovía M-11 e Ifema; al este con la nueva terminal del aeropuerto T-4 y el pueblo de Barajas y al oeste con la M-40 y Sanchinarro.
En la propia presentación del proyecto ya se anunciaba el establecimiento de una amplia red de comunicaciones, incluyendo un tren de cercanías, el intercambiador de transportes que, entre otros servicios, albergaría la ampliación de la línea 1 de metro, y la cercanía del aeropuerto de Madrid-Barajas.
El 15 de julio de 2004, la Presidenta de la Comunidad de Madrid presentaba públicamente el proyecto de un Campus de la Justicia, cuya realización posibilitara la sustitución de los 21 edificios que se ocupaban en la ciudad de Madrid de atender las distintas sedes judiciales, a excepción de los correspondientes al Estado.
La Comunidad de Madrid sufría una dispersión de sedes judiciales, expuesta como una causa de posibles deficiencias en el funcionamiento y en la propia atención a la ciudadanía, defecto al que se unían otras dificultades, como el agotamiento de los espacios existentes y la antigüedad de muchos de aquellos edificios, con sus consiguientes disfunciones.
La aprobación definitiva del Plan Parcial abrió el camino para la puesta en marcha del proyecto, que comenzó con la convocatoria pública, realizada el 24 de enero de 2005, de un concurso de proyectos para la ordenación general del Campus de la Justicia de Madrid que permitiera disponer de un plan director para la urbanización y edificación de estas 20 hectáreas.
La dimensión y el alcance de este proyecto aconsejaron desde un principio dar una presencia internacional no solo al concurso sino a la propia propuesta y, en tal sentido se organizó en Nueva York, el 15 de febrero de 2005, un acto de presentación del proyecto y del concurso de ideas.

### Concurso de ideas para el anteproyecto

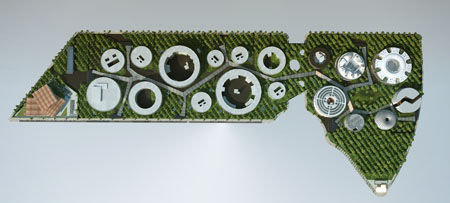
Planta del proyecto del Campus de la Justicia obra de Frechilla & López Peláez.

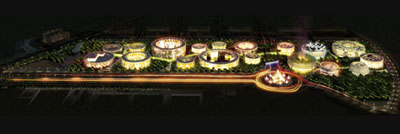
Vista Nocturna del Campus de la Justicia.

El 24 de enero de 2005 se realizó la convocatoria del concurso de ideas para la realización de un anteproyecto general del Campus de la Justicia de Madrid, con el objetivo de establecer los parámetros morfológicos, funcionales, técnicos, económicos y temporales que servirían para posterior desarrollo del Campus.
El proyecto estaba inicialmente promovido y gestionado por la sociedad pública Campus de la Justicia de Madrid, S.A., sociedad que se encontraba adscrita a la Vicepresidencia Segunda y Consejería de Justicia y Administraciones Públicas.
La configuración y ordenación urbanística general del proyecto quedó definida por la propuesta que resultó ganadora del concurso internacional de ideas celebrado al efecto durante el primer semestre del año 2005, con una participación de más de 300 estudios internacionales y cuyos autores fueron los arquitectos del estudio madrileño Frechilla & López Peláez. El complejo debía contar con 14 edificios y costar 500 millones de euros.
El concurso se dividió en dos fases, la primera de ellas anónima y bajo lema. En la segunda, los equipos seleccionados desarrollarían con mayor detalle los trabajos presentados en la fase previa. Podían concursar todos los arquitectos, españoles o no, facultados legalemente para ejercer su profesión en el territorio español, y también equipos multidisciplinares y personas jurídicas cuyos fines sociales correspondieran al objeto del concurso, siempre que como director del equipo figurase un arquitecto.
La inscripción finalizó el 17 de marzo de 2005. En una primera etapa, se presentaron 345 concursantes de 37 países de los cinco continentes, los cuales presentaron 197 propuestas bajo diferentes lemas.
El plazo final de la entrega de la primera fase concluyó el 6 de abril de 2005 y fueron seleccionadas en una primera consideración 101 propuestas; en la segunda 39; en una tercera 22, y en la última 14 proyectos, para los que se solicitó un estudio detallado y exhaustivo de los aspectos más importantes. La decisión del jurado se hizo pública el 25 de mayo de 2005 y dio paso a la segunda fase del concurso de ideas.
La segunda fase exigía, además de la definición de los esquemas y topología arquitectónica, la realización de una maqueta a escala 1:500 que representase la solución general de urbanización y composición volumétrica propuesta para los edificios del Campus de la Justicia.
Las maquetas fueron expuestas al público el 11 de julio de 2005 y, constituido el jurado, el 13 de julio de 2005 se escuchó la presentación de estas propuestas y el debate en torno a las cuestiones planteadas, tras la cual fueron merecedeores de accésit tres proyectos: "Diké" de los arquitectos Manuel, Icíar y Sergio de las Casas, Eduardo Manganeda y Juan McNicholl; "El valle prohibido", de los arquitectos Ignacio Borrego, Néstor Montenegro y Lina Toro, y "Nexus 6", de los arquitectos Carlos Luis Infantes, Katrin Baumgarten, Alfredo Peñafiel y María Auxiliadora Bravo.
Los tres equipos seleccionados para la obtención de los premios fueron los siguientes:
- Primer premio: "73737", de Frechilla y López-Peláez, F.L.P.S.L.
- Segundo premio: "Spitzig", de Eduardo Pesquera y Jesús Ulargui.
- Tercer premio: "0777", de Cristina Díaz Moreno y Efrén García Grinda.

### Plan maestro
El proyecto ganador pertenece a la firma Frechilla y López-Peláez Arquitectos (FLPSL), creada en 1993 por los arquitectos de la Escuela de Madrid Javier Frechilla (1949), Carmen Herrero (1948) y José Manuel López-Peláez (1945), ganadores de diversos premios nacionales e internacionales.
El plan presenta un conjunto de edificios independientes entre sí, con formas iguales pero de diferentes tamaños.

### Fin del proyecto inicial
En el año 2014 el gobierno de la Comunidad de Madrid anunció la liquidación de la sociedad encargada de gestionar el proyecto. De todos los edificios previstos solo se ha construido el destinado a albergar el Instituto de Medicina Legal. El 4 de septiembre del mismo año, el presidente de la Comunidad de Madrid, Ignacio González, declaró en un acto público que para el verano del 2015 se retomarían las obras del proyecto cambiando la forma en que se gestionaría, pasando de una sociedad pública, como era inicialmente, a sacar un concurso público para retomar la construcción.
Tras la sentencia judicial que puso fin a un litigio entre la Comunidad de Madrid y las empresas que debían ejecutar el proyecto, este fue enterrado definitivamente en noviembre de 2017 originando millonarias pérdidas.

### Nueva Ciudad de la Justicia
En marzo de 2020, el Tribunal Supremo liberó a la Comunidad de Madrid para poder ejecutar un proyecto distinto al original.
Por ello, la Comunidad de Madrid licitó la Nueva Ciudad de la Justicia en julio de 2022. Sin embargo, en esta licitación no se tuvo en cuenta la Ley de la Calidad Arquitectónica, hecho que retrasó la ejecución varios meses. Finalmente, las condiciones económicas exigidas por la CAM hacen que los candidatos que se presentan a la licitación acaben descartando la idea de continuar con el proyecto.
En diciembre de 2023, la Comunidad de Madrid dio a conocer su intención de retomar la Ciudad de la Justicia. Para ello, incluyó en los Presupuestos de la Comunidad una partida de casi 3 millones para sacar adelante la Fase 0. Ésta consistiría en la redacción y entrega de los proyectos de obra de los dos lotes a las empresas adjudicatarias en diciembre de 2024.
Las obras comenzarán en el primer semestre de 2025, con un plazo de ejecución de 48 meses.

## Edificios
A fecha de diciembre de 2024, sólo se encuentra en funcionamiento el único edificio construido: el Instituto de Medicina Legal y Ciencias Forenses.

### Instituto de Medicina Legal
El Instituto de Medicina Legal (IML), oficialmente Instituto de Medicina Legal y Ciencias Forenses de la Comunidad de Madrid, hasta 2021 denominado Instituto Anatómico Forense (IAF), es un organismo dependiente de la Consejería de Presidencia, Justicia y Portavocía del Gobierno de la Comunidad de Madrid, en España, que da servicio a la Administración de Justicia dentro del ámbito territorial del Tribunal Superior de Justicia de Madrid, creado el 4 de mayo de 2006, en el que se realizan todos los cometidos relacionados con el campo de la patología forense, aportando asistencia técnica para la práctica de las autopsias y pruebas complementarias.
En el año 2020, este edificio fue empleado como morgue provisional de la ciudad de Madrid, ante la avalancha de muertes en la región producidas como consecuencia de la epidemia de coronavirus.
En enero de 2021 se produjo el traslado efectivo a las nuevas instalaciones del Instituto, en un espacio de 23.000 m², que supuso un coste de 27,5 millones de euros, inaugurado oficialmente el 1 de diciembre de 2021 y que se encuentra unido mediante pasadizos subterráneos con el hospital Isabel Zendal.

## Proyecto inicial

### Fases
La fase 1 del Campus de la Justicia de Madrid comprendía, entre otros, los proyectos técnicos y las obras de urbanización general de la parcela Este y las obras de infraestructuras y servicios comunes hasta donde no son susceptibles de ser divididas en fases.
La Fase 1, además incluía el desarrollo de los proyectos técnicos y obras de los siguientes edificios, todos ellos dentro de la parcela Este o parcela 7:
- Instituto de Medicina Legal
- Juzgado de Menores
- Audiencia Provincial
- Tribunal Superior de Justicia
- Decanato
- Edificio de usos múltiples
- Central de producción de energía

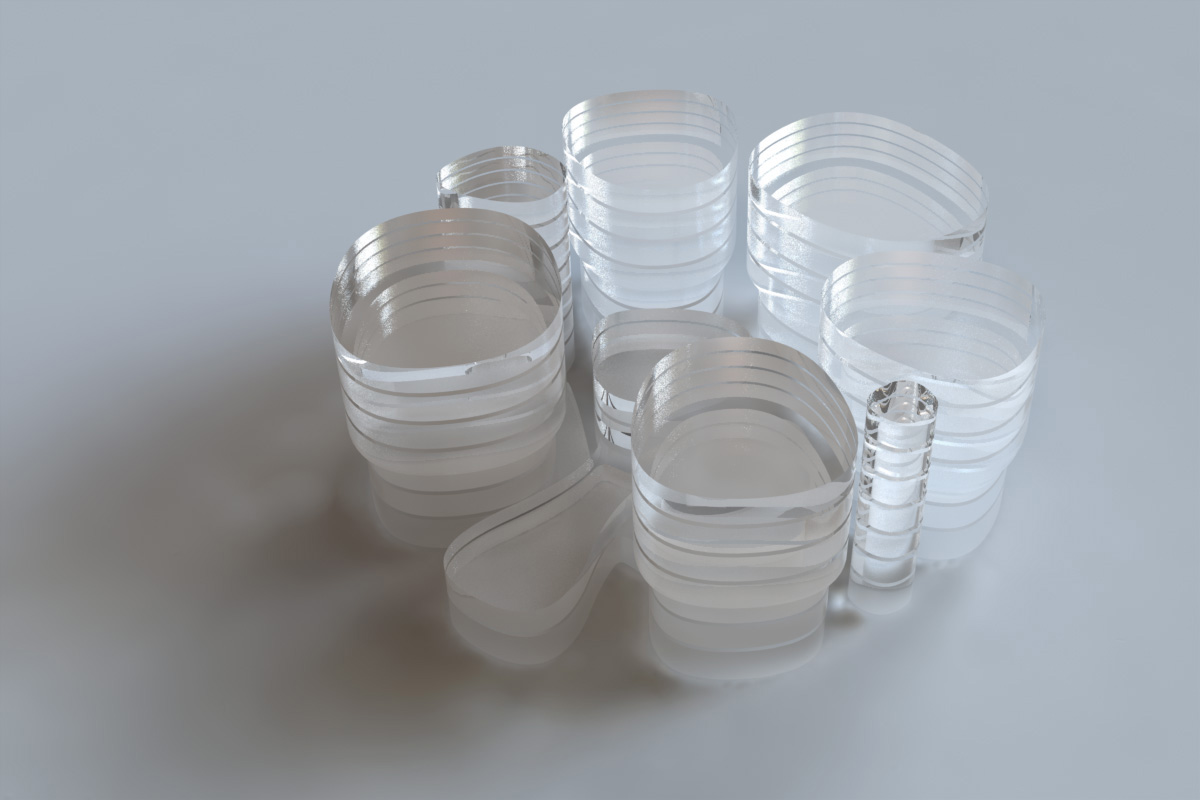
Maqueta: Juzgado de lo Contencioso Administrativo

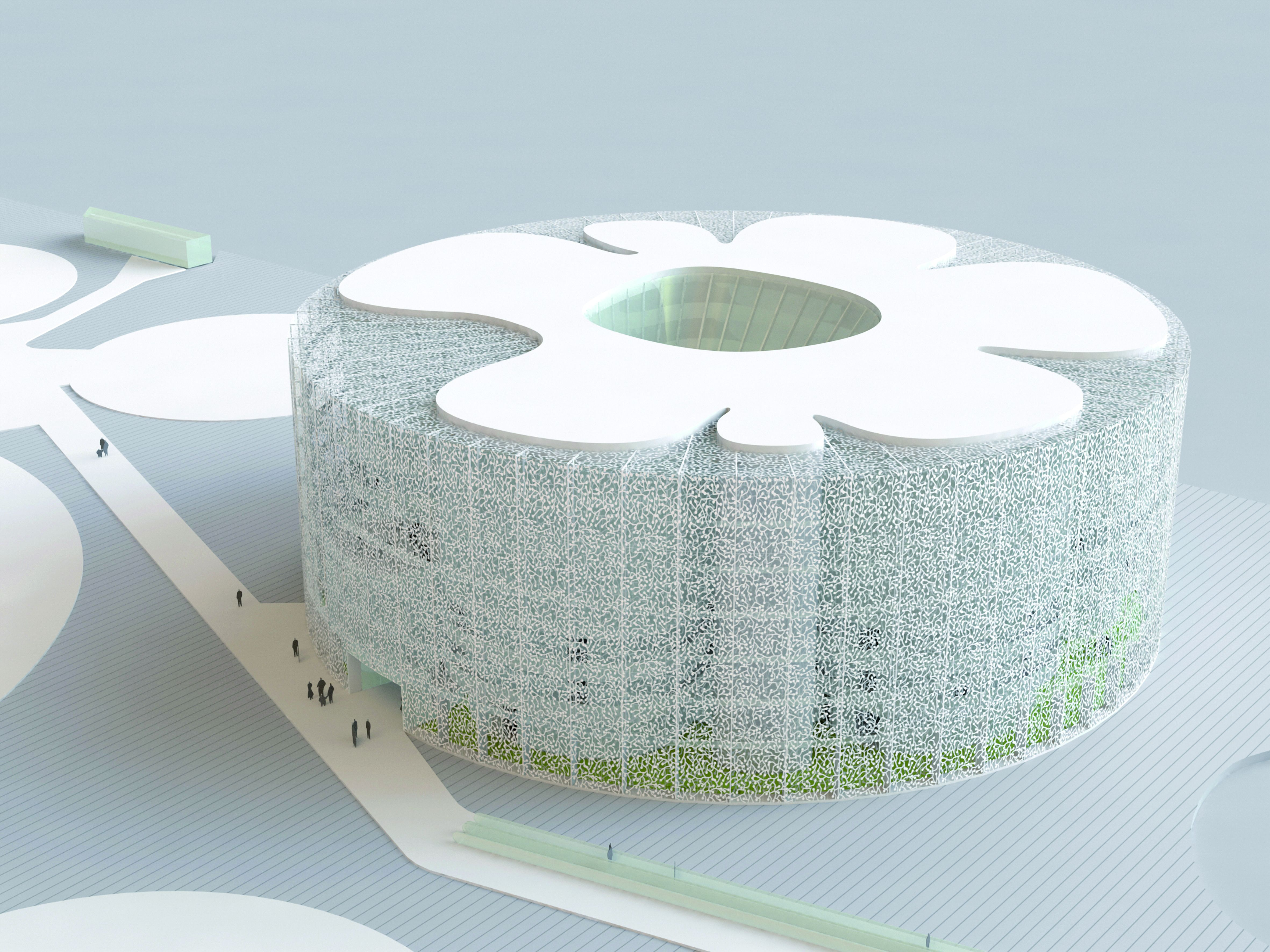
Maqueta: Juzgado de lo Contencioso Administrativo 2

La Fase 2 se compone del resto de edificios que completan el Campus de la Justicia de Madrid:
- Fiscalía
- Juzgado de Guardia
- Registro Civil 1
- Juzgado de lo Civil-Mercantil
- Juzgado de lo Penal
- Ampliación del Juzgado de lo Civil
- Ampliación del Juzgado de lo Penal
- Juzgados de lo Contencioso-Administrativo
- Juzgado de lo Social
- Edificio de Accesos y Servicios
- Edificio Otros Usos Oeste

Cada uno de los edificios contaría con un desarrollo individual de sus proyectos, contratación y ejecución de obras.

### Sostenibilidad y urbanismo
Dentro de las consideraciones climáticas y de sostenibilidad se planteó con especial cuidado, dada la importancia del ajardinamiento, el empleo y recuperación del agua y el suministro de energía.
La red subterránea de servicios era servida por un distribuidor rodado principal de doble sentido que une todos los edificios por el nivel de primer sótano, asistida en paralelo por una galería subterránea de servicios para la alimentación a todos los edificios.
La condición del Campus como jardín urbano se completaba por la disposición de las fuentes y por la iluminación. Las fuentes respondían todas a un tipo geométrico similar en planta, aunque de diferente tamaño. Estaban dispuestas adaptándose a la topografía del lugar en que se sitúan, como elementos pétreos horizontales o inclinados, y los surtidores se situaban linealmente en sus bordes de forma que el agua discurre sobre sus piedras de basalto con que están construida, recogiéndose en sus bordes, como si penetraran en el suelo, dando lugar a formas y reflejos, para ser conducida después a su depuración y reciclado.
Los árboles se disponían en líneas paralelas, equidistantes 12,00 ml; cada pie o unidad de árbol dentro de las líneas espaciado 6,0 ml entre sí. El conjunto estaría compuesto por 377 árboles.
La circulación peatonal principal se entendería como un sistema matizadamente jerárquico que vertebra el Campus.

### Edificios

#### Registro Civil de Madrid
Arquitecto: Ángel Borrego - OSS
El Archivo más Ligero del Mundo
El registro civil ha de atender una afluencia de público que excede la de los casos judiciales. El contenido del Archivo del Registro actúa en cierto modo como símbolo de la estructura social. Entendiendo el volumen del Archivo como una estructura, se organiza a su alrededor todo el funcionamiento del edificio del Registro.
El proyecto es un solo objeto fácilmente entendible, el gesto de levantar el Archivo, hacerlo visible y que sirva de soporte al acceso público, creando una gran ventanilla continua en tres pisos que son solo uno. El Archivo como soporte estructural de gran canto y por tanto de gran resistencia permite evitar pilares en la mayor parte de la superficie útil. Este gesto produce un único espacio adecuado para las esperas del público. Las salas de espera ofrecen actividades durante la espera: deportes, juegos, cine en las escaleras, documentales, obras de arte inmersivas como por ejemplo las de PipiloUi Rist, etc.

#### Juzgado de lo Penal de Madrid
Arquitecto: Rafael de La-Hoz Castanys Arquitectos
La estructura planteada responde al siguiente concepto: unas pantallas dispuestas radialmente soportan las losas helicoidales y, a su vez, las cerchas que coronan el segundo volumen, dispuestas igualmente de forma radial, sustentan los forjados de las oficinas.
La balanza, símbolo de la justicia, sirve de fuente de inspiración en esta propuesta. La composición dual de esta figura, formada por dos platillos colgantes en equilibrio y un soporte desde el que cuelgan, sugiere la volumetría y el funcionamiento del edificio; identificándose estos dos elementos. La base de la balanza es un helicoide que emerge del suelo con ímpetu y en el que se albergan aquellas áreas desde donde se administra la justicia.
Las salas de vistas: Los “platillos” que cuelgan contienen el resto de dependencias internas desde las que se procesa y decide la justicia: los UPAD y SCP. El resto de usos de atención al público en planta baja se hunden en el terreno de manera que quedan ocultos, adivinándose su acceso desde la rasante mediante una rampa circular. La división tripartita del programa (salas de vistas, juzgados y atención al público) queda pues diferenciada en la volumetría; la cual aparece como un gran disco flotante, cuyo interior se vacía para albergar una espiral que se hunde en el terreno, dejando un patio concéntrico entre ambos.
Desde el vestíbulo principal del edificio, ubicado en la planta inferior a la baja, se visualiza el conjunto de las salas que discurren en espiral creando un atrio central iluminado cenitalmente. La rampa es apoyada puntualmente por tres núcleos de ascensores. La evacuación del edificio queda resuelta a través de las rampas a ambos lados de las salas de vistas, que constituyen pasillo protegido en caso de incendio. Las plantas bajo rasante están ocupadas por el programa rodado conectado con: el túnel (área de carga y descarga, plazas de aparcamiento y área de detenidos), el gran archivo (robotizado a doble altura), el resto de archivos y almacenes, y áreas de instalaciones.
Un patio inglés, a modo de rasgadura perimetral, permite iluminar las dependencias administrativas bajo rasante y resolver la evacuación de los sótanos.

#### Tribunal Superior de Justicia de Madrid
Arquitecto: Norman Foster and Partnerships
Superficie Total: 25 698 m²

Superficie Neta: 17 096 m²

Sala de vistas: 7

Plazas de aparcamiento: 90

El Tribunal Superior de Justicia está alojado en un edificio de 74 metros de diámetro caracterizado por una entrada alta y estrecha.
Con una apertura hacia un patio central en forma de triángulo, el énfasis está puesto sobre el movimiento vertical en contraste con los espacios curvos de la Audiencia Provincial. Este patio corta el edificio dirigiendo las miradas hacia las siete salas de vistas en la planta superior mientras que las plantas inferiores están ocupadas por un anillo de oficinas administrativas y centros de información al público. El despacho presidencial está ubicado en la posición más prominente del edificio situado en el último nivel sobre las salas de vistas.

#### Audiencia Provincial de Madrid
Arquitecto: Norman Foster and Partnerships
Superficie total: 45 000 m²

Superficie neta: 32 000m2

Sala de vistas: 33

Plazas de aparcamiento: 150

Con una entrada provista de sistemas de seguridad, la Audiencia Provincial se compone de seis plantas que rodean un atrio circular de paredes onduladas que ascienden hacia una cubierta acristalada. Un espejo de agua en la planta baja, emulando la arquitectura vernacular española, refleja la luz natural y refresca de forma pasiva el ambiente al mismo tiempo que humidifica el aire.
Las dos primeras plantas albergan las 33 salas de vistas, distribuidas en grupos de dos y tres que están comunicadas por medio de puentes. Esta agrupación se debe a la división de las salas de vistas en penal, civil y mercantil, alrededor de lo cual se racionaliza la circulación en el edificio. Las plantas superiores se sitúan sobre los volúmenes de las salas de vistas, dotando al edificio con oficinas a lo largo del perímetro y salas de reuniones alrededor del atrio. El despacho presidencial está ubicado de manera simbólica en la cima del edificio.

#### Juzgado de lo Social y de lo Mercantil de Madrid
Arquitecto: Peí Cobb Freed & Partners
Superficie Total: 37 280 m²

Superficie Neta: 26 180 m²

Salas de Vista: 72

Plazas de aparcamiento: 120

El Edificio de Juzgados de lo Social y lo Mercantil es un componente integrante del Campus de la Justicia, y como tal, es diseñado siguiendo los mismos parámetros que gobiernan el diseño del Campus.
El Nuevo Edificio de Juzgados de lo Social y Mercantil se abre al entorno, ocupando su lugar como una extensión de la trama urbana en la cual se halla inmerso.
La totalidad de las salas de vistas de los tribunales son accesibles a partir de un único espacio público abierto, con excepción de las dos salas de vistas grandes, que están ubicadas en las dos plantas inmediatamente superiores a la planta baja, la cual está dedicada al acceso general al edificio y donde se concentran las zonas de atención al público (registro, abogados y procuradores, atención jurídica, civitas).
La Planta Baja se plantea como una trama urbana con dos plazas a través de las cuales se accede a las diferentes funciones públicas.

#### Juzgados de lo Contencioso Administrativo de Madrid
Arquitecto: Fernando García Pino y Manuel García de Paredes Arquitectos
49 Salas de vistas

Servicios jurídicos de la C.M.

48 Servicios comunes procesales.

48 Unidades de apoyo directo.

Superficie total: 28 000 m²

Plazas de aparcamiento: 95

La propuesta nace del entendimiento de la ordenación del Campus como un “bosque urbano” en el que se ofrece la posibilidad de disponer de un vacío.
El recinto contiene un vacío como continuidad de la vegetación en el que poder situar “los edificios” dentro del edificio, para resolver el funcionamiento del programa.
El edificio está proyectado considerando al mismo tiempo los espacios construidos y los vacíos entre ellos, entendiendo que la arquitectura y la valoración del espacio que le da carácter en gran medida se encuentra en estos espacios intermedios de tránsito entre los objetos arquitectónicos.
Desde el espacio central se establece una circulación de público sobre un área reducida utilizando los núcleos de público, estableciendo un mayor control sobre el movimiento de visitantes a través del edificio. Por el contrario, el personal accede a los núcleos de acceso restringido a través del jardín perimetral.
Incluye entre los criterios de diseño temas como el aprovechamiento del agua de lluvia, reutilización de aguas grises para el riego de las zonas ajardinadas que rodean al edificio, o la utilización de sistemas constructivos que ahorren tiempo y esfuerzo humano y eviten ciclos construcción-destrucción durante el proceso constructivo.
La membrana doble exterior que funciona como un colchón protector reducirá los saltos térmicos entre exterior e interior del edificio.
Colaboradores

David Pérez Herranz Arquitecto

Robert Brufau (BOMA) Estructuras

Xavier Aguiló (BOMA) Estructuras

M. José Camporro (BOMA) Estructuras

Emilio González (JG) Instalaciones

Julián Mingo (JG) Instalaciones

Javier Reñones Aparejador

#### Juzgados de lo Civil de Madrid
Arquitecto: Zaha Hadid y Patrick Schumacher
Superficie total: 75 000 m²

Salas de Vista: 120

Plazas de Aparcamiento: 180

La gran demanda de suelo urbanizable en la parcela, motivada por la necesidad de albergar las dieciocho sedes de los Juzgados de la Comunidad de Madrid, motivó que el diseño del nuevo edificio de los Juzgados de lo Civil tratase de reenfocar el espacio público, disperso y despojado de su carácter de destino, y convertido en simple espacio de transición entre el programa construido.
La propuesta aborda esta problemática insertando el espacio público en el corazón de su término, abriendo su interior e integrándolo al campus. La envolvente consta de una fachada doble ventilada, cuya capa exterior aporta transparencia al mismo tiempo que control solar. En su interior se desarrolla un atrio semicircular discontinuo en torno al cual se desarrollan todas las áreas públicas del edificio y el cual permite el acceso de iluminación natural a los niveles inferiores.

#### Juzgado de Menores de Madrid
Arquitecto: Rafael de La-Hoz, Jaime Duró Arquitectos
Superficie total: 27 053,60 m²

Superficie total: 119 692 m²

Salas de Vista: 12

Plazas de aparcamiento: 30

#### Edificio del Decanato de Madrid
Arquitecto: Picado-de Blas Arquitectos
Superficie total: 19 923,85 m²

Superficie sobre rasante: 13 053,18 m²

Superficie bajo rasante: 6870,66 m²

Plazas de aparcamiento bajo rasante: 40

La forma y la función del proyecto asumen la geometría circular del Campus de la Justicia y expresará las proporciones que lo vertebran con las leyes radio concéntricas.
El proyecto se ha dividido en tres piezas que ordenan y significan cada parte que se considera definidora del edificio.
Edificio Decanato
La fachada es una piel traslúcida, de modo que tamiza la entrada de luz natural. Entendida como una lámpara. Se provoca una imprecisa textura en movimiento constante incluso por la noche, con las luces interiores.
Acceso a calle: contacto con las pérgolas del Campus a través de una marquesina de chapa policromada y troquelada.
Terraza y descanso: zona exterior para fumadores en planta segunda.
La pieza central es un artefacto que genera el orden estructural del edificio. Entre la zona de trabajo y este elemento de circulación interior se sitúa el anillo de patios. Este anillo va iluminando naturalmente las zonas interiores del núcleo y los corredores de las oficinas. Los patios se suceden en espiral de forma que todos los niveles son distintos, generando diversos paisajes interiores fundamentales para reconocer el lugar donde se encuentre un visitante.
Para posibilitar el ahorro energético se utilizan sistemas "pasivos"; doble fachada y unas cubiertas con inercia térmica para evitar pérdidas masivas de calor/frío. Este esquema, junto a la ventilación interior a través del anillo de patios, producirá un clima más confortable.
La doble piel supone un ahorro energético frente al soleamiento. En este caso se trata de una fachada accesible a través de una ligera estructura de acero para su mantenimiento por plantas sin necesidad de sistemas especiales de limpieza exterior. Estas ventilaciones, junto a los patios interiores, producirán ventilaciones naturales internas en los meses calurosos.

#### Edificio de Usos Múltiples de Madrid
Arquitecto: Richard Rogers Partnership Vidal y Asociados Arquitectos
Superficie Total: 45 000 m²

Plazas de aparcamiento: 1175

1500 m² de uso comercial

500 m² dedicados a la restauración

El diseño, además de ofrecer 1175 nuevas plazas de aparcamiento, se presenta como la entrada principal al Campus de la Justicia. Con el fin de desempeñar esta función de entrada y lugar de encuentro, se han incorporado servicios comerciales y de restauración, destinados tanto a visitantes como al personal del Campus, y distribuidos alrededor de una plaza pública. Se busca así crear un lugar donde la gente pueda reunirse e interactuar.
El nuevo Edificio de Estacionamiento - P7, introduce un elemento de diversión generalmente ausente en este tipo de edificios. El equipo formado por Richard Rogers Partnership y Vidal y Asociados arquitectos ha trabajado en este proyecto con el fin de crear un espacio que cambie la imagen de una actividad insulsa en una experiencia de uso agradable.
También se ha incorporado una estrategia de servicios de bajo consumo energético, optimizando la entrada de luz natural en el edificio y la ventilación natural.
El edificio se divide en dos: La zona norte colindante con la carretera, donde se localizan las instalaciones, acceso de vehículos, etc. y la zona sur que mira hacia el Campus de la Justicia, donde se encuentran los accesos peatonales y se relaciona directamente con la gente.
El edificio consta de 5 plantas sobre rasante y 3 bajo rasante. Las funciones comerciales y de restauración se concentran a nivel calle.
El edificio se divide en tres segmentos: dos tambores contienen el aparcamiento, que está separado por un espacio mixto de mayor altura más diáfano, ubicado en el nivel suelo. Al edificio se accede por dicho espacio, ya sea en coche o a pie. La solidez de los dos tambores que contienen el aparcamiento se enfatiza con el tratamiento de la fachada, mientras que la zona central está mucho más perforada y abierta, tiene una forma más compleja. Los coches se disponen en tres anillos con dos vías que dan acceso a las plazas de aparcamiento, cada una con circulación en sentido único.
El espacio central del edificio está abierto -un pozo de luz- con un diámetro de 20 metros y estructura de acero pintado. Contiene los ascensores y una escalera abierta siendo éste el único núcleo de circulación vertical para los usuarios del aparcamiento. Las escaleras de emergencia de hormigón se encuentran en los extremos de la planta.
El Nivel de Cubierta está dedicado a instalaciones y captación solar. Los paneles solares se colocarán en anillos concéntricos, de modo que al mismo tiempo proporcionen protección solar al pozo de luz.
La fachada del edificio se trata por capas: un nivel interior proporciona protección a personas y coches, y un nivel exterior proporciona protección visual y expresión arquitectónica. La fachada exterior es un sistema de tensión ligero compuesto de una estructura de acero ligero y una capa elástica. La estructura de acero está sujeta a los bordes del forjado y está hecha de postes de acero pintado (sujeto en compresión) y un sistema de cables de acero (sujeto en tracción). El textil, de color blanco, tiene diversos grados de transparencia pero debido a su geometría y elasticidad la apariencia estará esculpida por luces y sombras.
Esta fachada exterior está además suspendida frente al edificio y oscila fuera de alcance. La fachada permite la entrada de luz durante el día, y por la noche brillará. De este modo, la apariencia del edificio variará con el movimiento del sol (variaciones diurnas), la intensidad de la luz del sol (variaciones estacionales), y con el día a la noche, dando una imagen icónica al edificio.

#### Central de Producción Térmica de Madrid
Arquitectos: Frechilla y López Peláez Arquitectos
El estudio de arquitectura de Frechilla y López Peláez Arquitectos, además de haber ganado del concurso del proyecto de urbanización del Campus de la Justicia de Madrid con su propuesta de una estructura ajardinada y la creación de edificios circulares para componer el complejo, han creado uno de los edificios del conjunto: el edificio dedicado a la producción energética.

### Renders

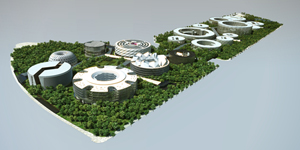
Vegetación del CJM
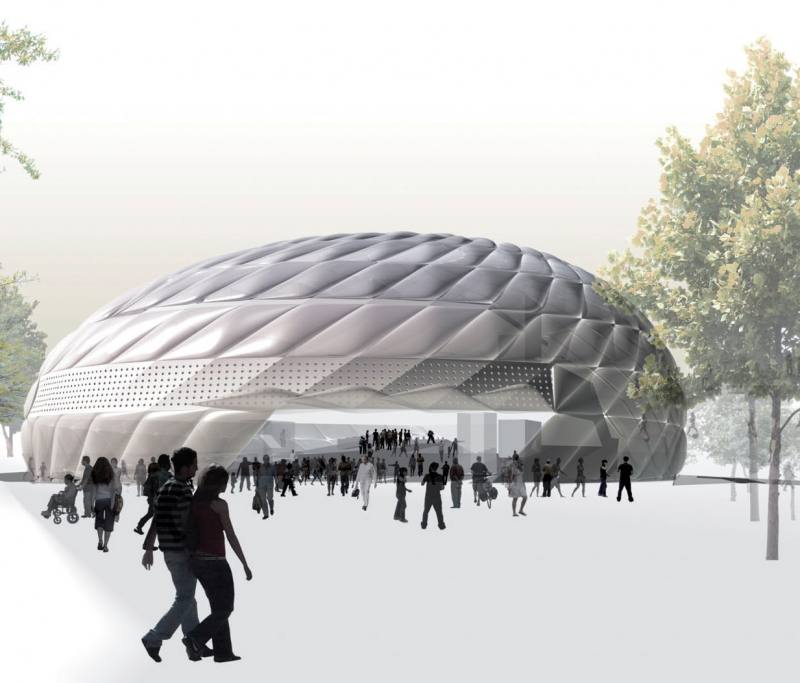
Registro Civil. Ángel Borrego.
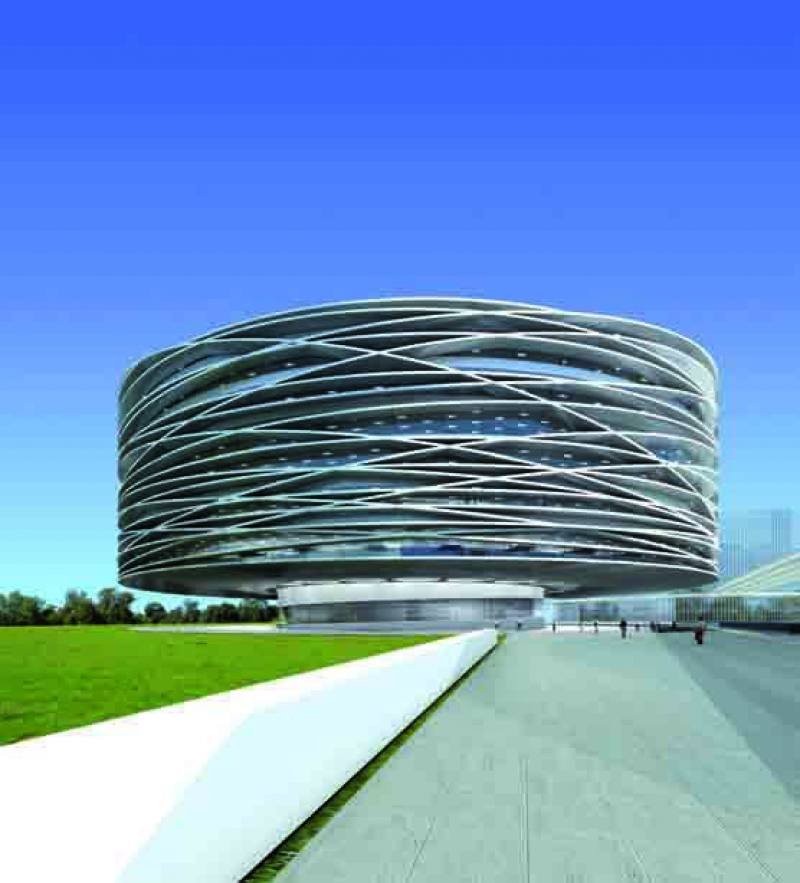
Juzgado de lo penal. Rafael de La-Hoz Arquitectos.
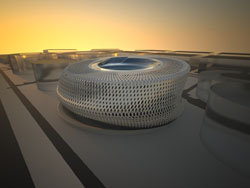
Juzgados de los Civil de Zaha Hadid.
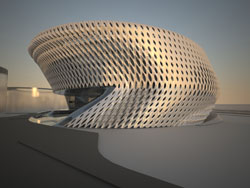
Vista de los Juzgados de lo Civil.
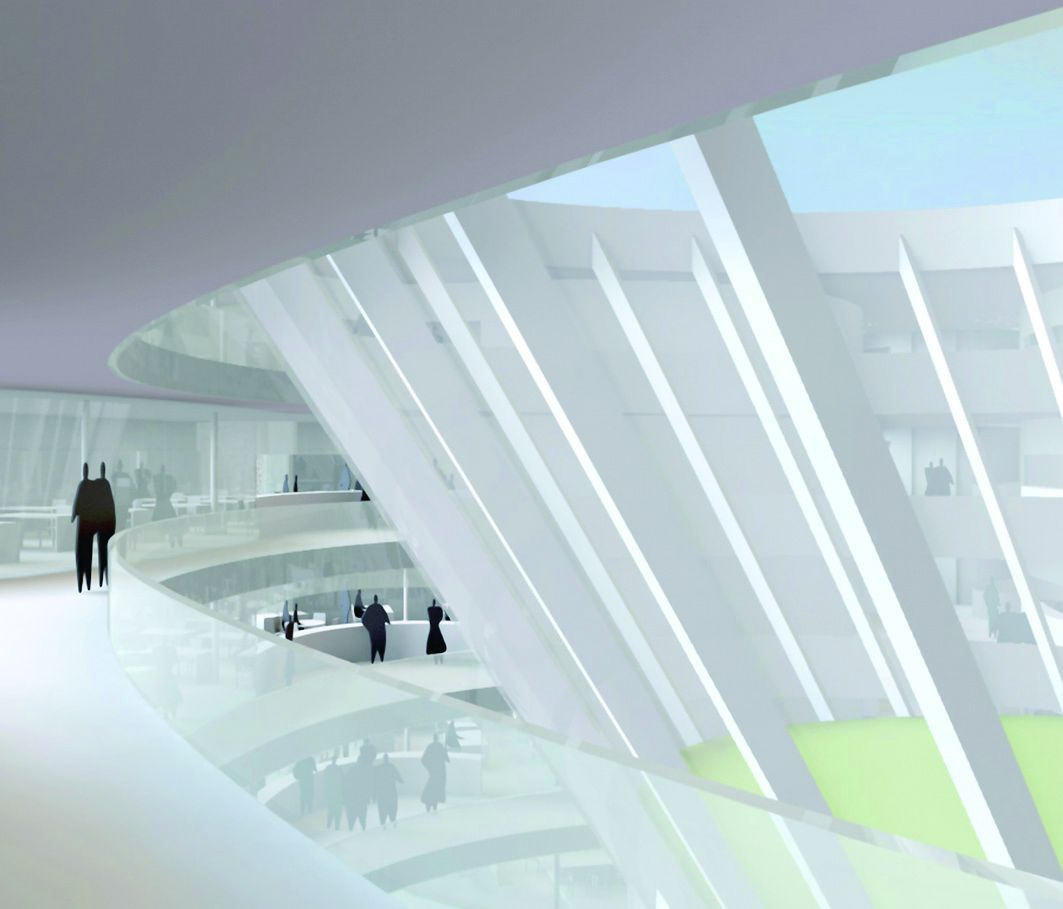
Interior del Edificio de los Juzgados de lo Contencioso Administrativo.
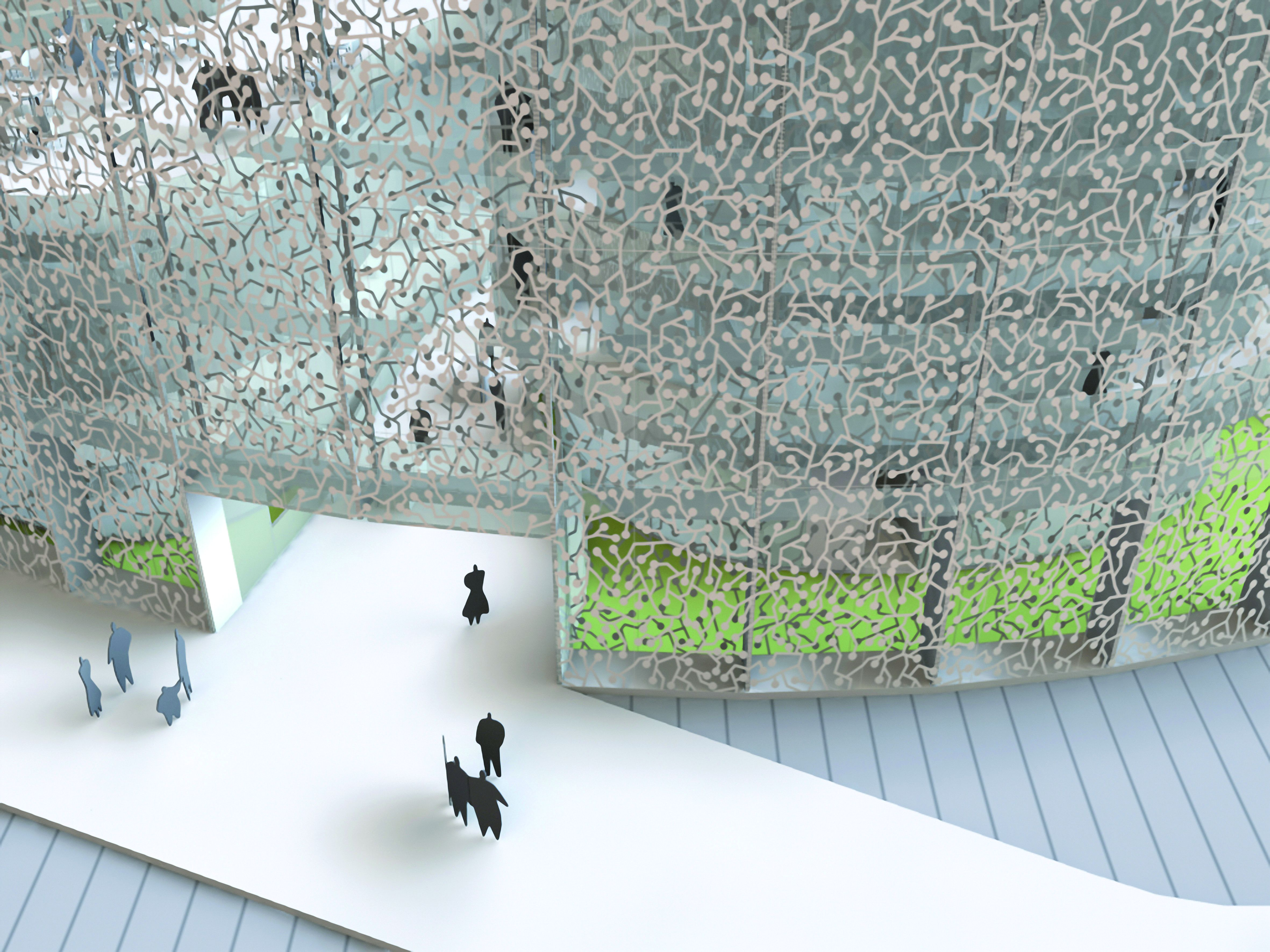
Exterior del Edificio de los Juzgados de lo Contencioso Administrativo.
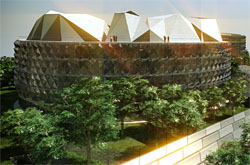
Tribunal Superior de Justicia. Norman Foster.
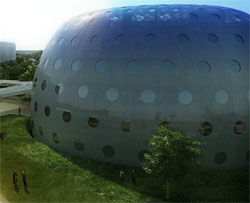
Instituto de Medicina Legal, de Alejandro Zaera.
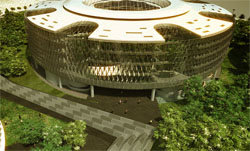
Audiencia Provincial. Norman Foster.
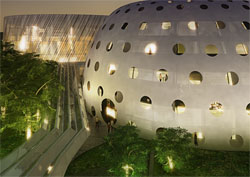
Instituto de Medicina Legal, de Alejandro Zaera.
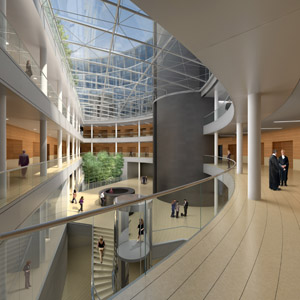
Interior del Edificio de Pei y Cobb para los Juzgados de lo Social y lo Mercantil.
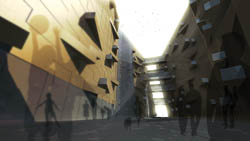
Imagen de la fractura central del edificio.
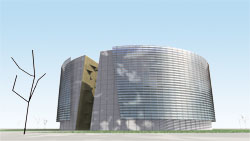
Imagen exterior del edificio proyectado.
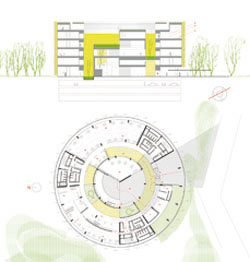
Plata y perfil del Edificio del Decanato.
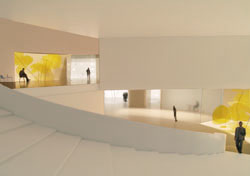
Interior del Edificio del Decanato.
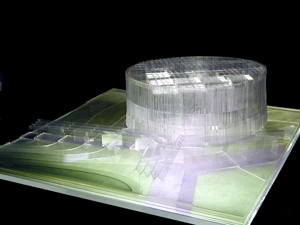
Central de Producción Térmica. Frechilla y López Peláez Arquitectos.
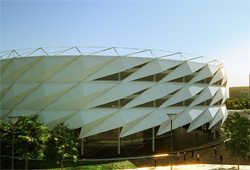
Edificio de Usos Múltiples, Rogers Partnership Vidal y Asociados.
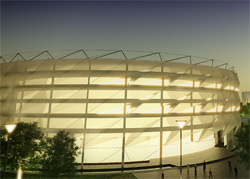
Edificio de Usos Múltiples, Rogers Partnership Vidal y Asociados.
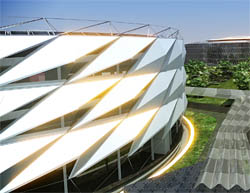
Edificio de Usos Múltiples, Rogers Partnership Vidal y Asociados.